# NGC 5998
NGC 5998 је група звезда у сазвежђу Шкорпија која се налази на NGC листи објеката дубоког неба.
Деклинација објекта је - 28° 34' 39" а ректасцензија 15h 49m 38,1s. Привидна величина (магнитуда) објекта NGC 5998 износи 14,2.